# 伊駒由夏
伊駒由夏（いこま　ゆか、12月18日 - ）は、日本の声優、ローカルタレント、ラジオパーソナリティー。

## 人物
広島県出身。広島県観光キャンペーンレディを経て、RCC、FMのラジオパーソナリティとしてデビュー。その後、「伊駒由夏の広島すまい大百科」などテレビへも進出。CMやキャラクター声優としても露出が多い。また、2002年以降からは、料理講師やデザイナーとしても活動し、有名メーカーの料理イベントやロゴデザインなども手がける。老舗百貨店天満屋の社員でもある。

## 出演番組
- 「パパッと昼どき！週間ふくふく」
- 「週末おでかけステーション」
- 広島県広報番組「元気でステーション」

## 過去の出演番組
- RCCラジオ「広島サッカー向上委員会」
- FMちゅーピー「一誠伊駒の頑張ってマンデー」
- FMちゅーピー「そるそるチューズデイ」
- FMちゅーピー「めちゃ２ＧＡＬ２がんだもＧＯ」
- FMちゅーピー「中本真吾の電脳ラジオ」
- FMちゅーピー「岸田文雄のハートフルステーション」
- 伊駒由夏の「広島住まい大百科」
- テレビ新広島「いーねくんちゃんねる」（JA広島）
- テレビ新広島「もっと輝くふだんへ」（ダイヤモンドシティソレイユ（現・イオンモール広島府中））
- 中国電力「パパは電化シェフ」
- 中国電力「コグマ天使」
- 中国新聞「ちゅーぴー」
- プレイステーション「ぷよぷよ」
- みろくの里「みろく坊や」
- 市水道局「ミズー（水の妖精）」
- 島根県石見銀山キャラクター